# Stazione di Brunico Nord
La stazione di Brunico Nord (in tedesco Bahnhof Bruneck Nord) è una fermata ferroviaria posta sulla linea Fortezza-San Candido. Serve l'ospedale di Brunico ed i quartieri nella zona nord della cittadina.

## Storia
La fermata di Brunico Nord venne attivata il 13 ottobre 2013. La fermata serve il nuovo ospedale cittadino.

## Servizi
La stazione dispone di:
- Biglietteria automatica
- Sala d'attesa
- Servizi igienici